# Anna Benešová

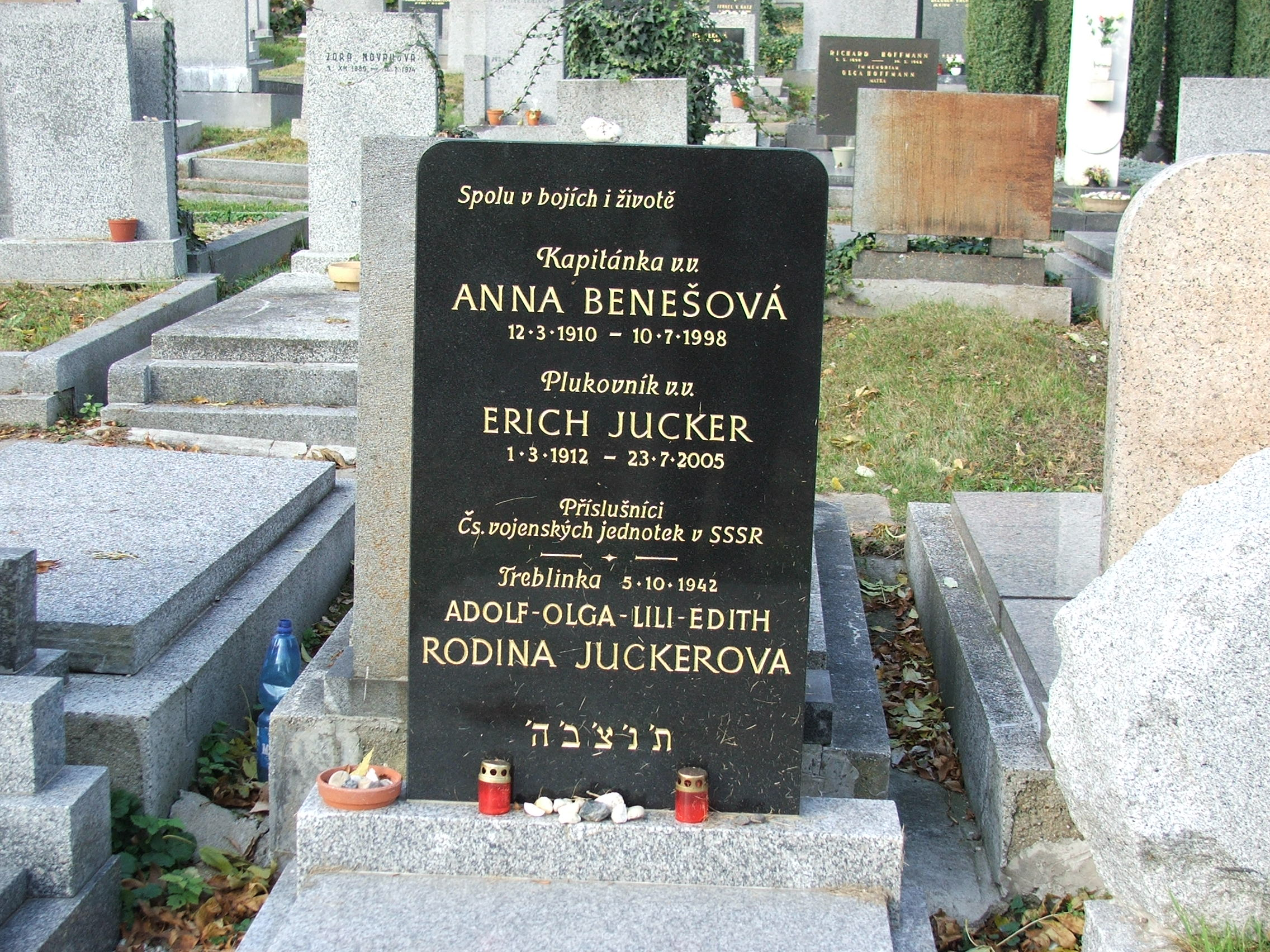
Hrob Anny Benešové, jejího druhého manžela a kenotaf jeho rodiny, Nový židovský hřbitov na Olšanech

Anna Benešová (12. března 1910 Konecchlumí – 10. července 1998 Praha) byla zdravotnice, spojařka, mnohonásobná válečná hrdinka, která přímo na bojištích zachránila nejméně dvě stě vojáků. Účastnila se bitev u Sokolova, Kyjeva, Žaškova, Rudy a Bílé Cerkeve.

## Předválečná léta
Anna Benešová pocházela z Konecchlumí v Podkrkonoší ze skromných poměrů, které ji v mládí přivedly do dělnického hnutí. Zde se seznámila s mladým úředníkem Oskarem Benešem, za něhož se provdala. Dívčí jméno Benešová jí díky shodě se jménem manžela po svatbě zůstalo. V roce 1939 se manželé Benešovi rozhodli emigrovat z okupované republiky, nejdříve do Polska, později do Sovětského svazu. Usadili se v Kirgizii, kde je zastihlo v červnu 1941 napadení SSSR Německem.

## Válečná léta
Když se manželé Benešovi dozvěděli, že se organizuje československá vojenská jednotka v Buzuluku, přihlásili se do 1. československého polního praporu v Sovětském svazu. Po odvodu byla Anna zařazena do výcviku pro zdravotnice. Patřila ke skupině prvních 38 žen, které odjely na frontu. V době bojů byla přidělena k minometné rotě, ve které působil i její manžel. Na frontě se podle svědků chovala statečněji než mnozí muži (pro zajímavost: měřila 165 centimetrů), podobně jako další zdravotní sestry. Zatímco bojující vojáci se kryli v zákopech či za terénními nerovnostmi, zdravotnice se za zraněnými plazily až do předních linií, často doslova na dosah nepřítele. Po odtažení mnohem těžších vojáků a jejich ošetření se pak ženy opět vracely na bojiště.
V Novochopjorsku absolvovala radiotelegrafický kurz a jako velitelka radiodružstva 1. československé brigády bojovala u Kyjeva, Bílé Cerekve a Žaškova. V těchto bojích byla těžce zasažena střepinou granátu do levé nohy. Během Karpatsko-dukelské operace byla opět dvakrát zraněna. Po vyléčení se vrátila k brigádě. V té době byla povýšena do hodnosti podporučíka. O úmrtí manžela, který na sklonku války padl, se Anna Benešová dozvěděla až po válce.
V květnu 1945 zastávala funkci velitele radiostanice a velitelky spojení 1. brigády 1. československého armádního sboru v SSSR.

## Poválečná léta
Anna Benešová po roce 1945 zůstala v armádě jako důstojnice z povolání, byla povýšena do hodnosti poručíka a zařazena k velitelství spojovacího vojska na Hlavním štábu ministerstva národní obrany až do konce roku 1947, odkud musela ze zdravotních důvodů odejít do invalidního důchodu jako válečný invalida v hodnosti poručíka. Jako civilní zaměstnankyně pracovala na Obvodním velitelství Sboru národní bezpečnosti. V roce 1950 se podruhé provdala za svého spolubojovníka od Sokolova, Ericha Juckera (1912–2005). Aktivně se účastnila práce v Československém červeném kříži.
Až do své smrti udržovala přátelské vztahy s veterány bojů na východní frontě, jež ve válce zachránila, později i s jejich potomky. Bývá označována za „mámu“ 2 500 dětí; za svůj život jí vděčí tři poválečné generace lidí.
Ve Vinařské ulici č. 1 je na domě umístěna její pamětní deska.